# Boarmia platyleuca
Boarmia platyleuca är en fjärilsart som beskrevs av Turner 1947. Boarmia platyleuca ingår i släktet Boarmia och familjen mätare. Inga underarter finns listade i Catalogue of Life.